# Szenedzs
Szenedzs az ókori Egyiptom II. dinasztiájának egyik uralkodója. Néhány királylistáról ismert a neve, személye közelebbről ismeretlen. A torinói királylista 70 éves uralkodási időt tulajdonít neki, Manethón Σεθένης (Szethenész) nevű királyával azonosítható, eszerint 41 évig regnált.

## Neve
A név több különböző alakban maradt fenn. Legkorábbi ismert előfordulása a korai IV. dinasztia egyik tisztviselőjének, Seri, az összes uab-papok felügyelője masztabájának egyik álajtaján található. Itt Szened és Niszut Szened alakú, kártusba írt, tehát egyértelműen uralkodónév. Ugyanazon feliratban Peribszen neve is szerepel. Ezután már csak a XVIII. dinasztia egyik hercegnőjének koporsóján (T110.2 sír), majd a Ramesszida korban, az abüdoszi királylista, a torinói királylista és a szakkarai királylista említi. Mindhárom megegyezik abban, hogy Uadzsnesz utódjának tartja, Abüdoszban Szenedi, a másik kettőn Szenedzs névalakkal találkozunk.
Egy orvosi papiruszon és egy XXVI. dinasztiabeli bronzszobrocskán olvasható még a neve.
|             |   |       |
| \| \| \| \| |   |       |
|             |   |       |
| M23         | s | n · d |

| M23 | s | n · d |

|             |   |       |
| \| \| \| \| |   |       |
|             |   |       |
| M23         | s | n · d |

| M23 | s | n · d |

|             |   |       |
| \| \| \| \| |   |       |
|             |   |       |
| M23         | s | n · d |

| M23 | s | n · d |

|             |   |       |
| \| \| \| \| |   |       |
|             |   |       |
| M23         | s | n · d |

| M23 | s | n · d |

|                |     |      |      |
| \| \| \| \| \| |     |      |      |
|                |     |      |      |
| V10A           | G54 | HASH | HASH |

| V10A | G54 | HASH | HASH |

|                |     |      |      |
| \| \| \| \| \| |     |      |      |
|                |     |      |      |
| V10A           | G54 | HASH | HASH |

| V10A | G54 | HASH | HASH |

|                |     |      |      |
| \| \| \| \| \| |     |      |      |
|                |     |      |      |
| V10A           | G54 | HASH | HASH |

| V10A | G54 | HASH | HASH |

|                |     |      |      |
| \| \| \| \| \| |     |      |      |
|                |     |      |      |
| V10A           | G54 | HASH | HASH |

| V10A | G54 | HASH | HASH |

|       |
| \| \| |
|       |
| G54   |

| G54 |

|       |
| \| \| |
|       |
| G54   |

| G54 |

|       |
| \| \| |
|       |
| G54   |

| G54 |

|       |
| \| \| |
|       |
| G54   |

| G54 |

|             |       |     |
| \| \| \| \| |       |     |
|             |       |     |
| s           | n · d | M17 |

| s | n · d | M17 |

|             |       |     |
| \| \| \| \| |       |     |
|             |       |     |
| s           | n · d | M17 |

| s | n · d | M17 |

|             |       |     |
| \| \| \| \| |       |     |
|             |       |     |
| s           | n · d | M17 |

| s | n · d | M17 |

|             |       |     |
| \| \| \| \| |       |     |
|             |       |     |
| s           | n · d | M17 |

| s | n · d | M17 |

Az összes előfordulás a kártusba írt trónnevet tartalmazza, így Hór-neve ismeretlen.

## Személye
Jürgen von Beckerath és Hermann Alexander Schlögl véleménye szerint Peribszennel azonos. I. E. S. Edwards, Dietrich Wildung, Wolfgang Helck és Toby Wilkinson Szenedzset és Peribszent különböző embereknek tartják, mivel Seri sírjában a Peribszen név kontextusa olyan, hogy vagy Szenedzs elődjeként, vagy rivális királyként szerepelhet. Wolfgang Helck, Nicolas Grimal és Francesco Tiradritti elképzelése szerint közigazgatási problémák miatt Ninetjer felosztotta birodalmát két kijelölt utódja között, ezek közül az egyik Szenedzs, a másik pedig Peribszen. Barbara Bell hasonlóképp vélekedik, csak szerinte valamilyen gazdasági probléma volt a felosztás oka.
Szenedzs sírja ismeretlen, de feltehető, hogy Szakkarában állt, mivel Seri sírja valószínűleg uráéhoz közel létesült.

## Fordítás
Ez a szócikk részben vagy egészben  a   Senedj című angol Wikipédia-szócikk ezen változatának fordításán alapul.  Az eredeti cikk szerkesztőit annak laptörténete sorolja fel. Ez a jelzés csupán a megfogalmazás eredetét és a szerzői jogokat jelzi, nem szolgál a cikkben szereplő információk forrásmegjelöléseként.
Ez a szócikk részben vagy egészben  a   Sened című német Wikipédia-szócikk ezen változatának fordításán alapul.  Az eredeti cikk szerkesztőit annak laptörténete sorolja fel. Ez a jelzés csupán a megfogalmazás eredetét és a szerzői jogokat jelzi, nem szolgál a cikkben szereplő információk forrásmegjelöléseként.
| Előző uralkodó: Ninetjer? Uneg? | Egyiptom uralkodója i. e. 28. század II. dinasztia | Következő uralkodó: Nubnofer? Sza? |